# Spreuerbrücke

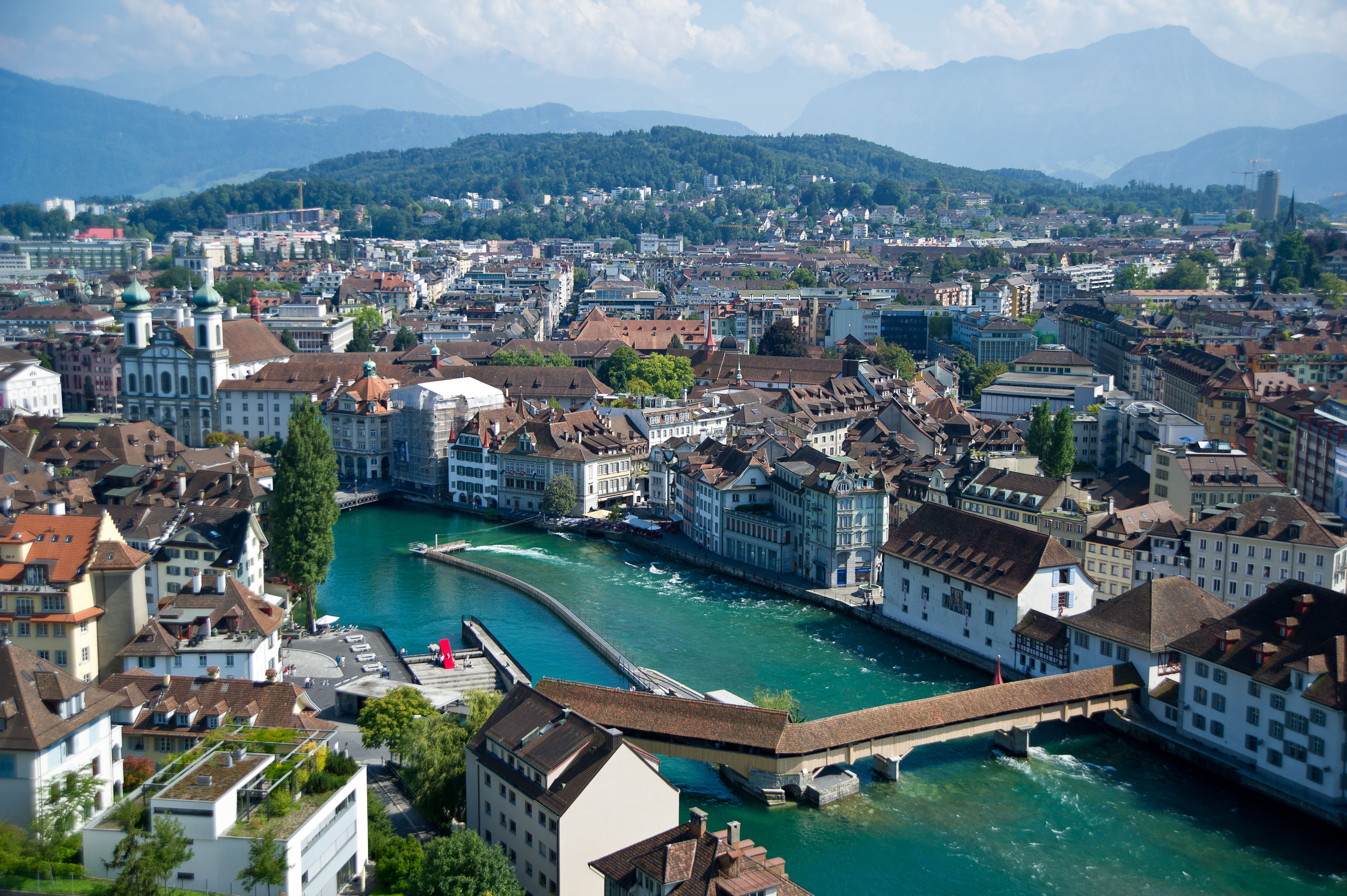
De Spreuerbrücke in augustus 2011

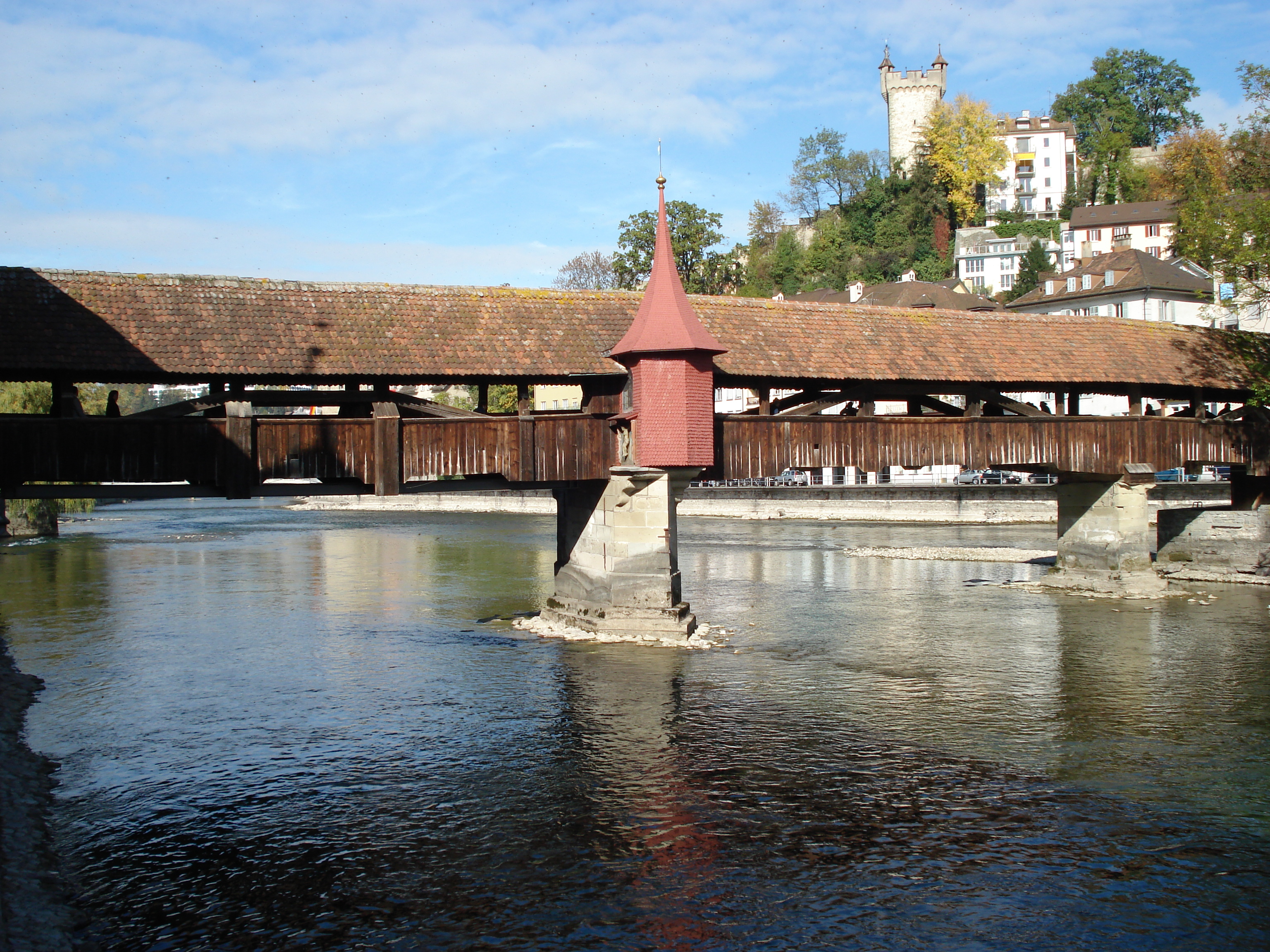
Zicht op de Männliturm

De Spreuerbrücke vormt samen met de Kapellbrücke de belangrijkste toeristische attractie van de Zwitserse stad Luzern. De Spreuerbrücke is een houten overdekte brug uit 1408 die met een lengte van 81 meter iets jonger en heel wat korter is dan de beroemdere Kapellbrücke. De Kapelbrug bevindt zich op de plaats waar de rivier Reuss het Vierwoudstrekenmeer verlaat, de Spreuerbrücke overbrugt de Reuss iets verder stroomafwaarts. Een derde houten overdekte brug, langs de oever van het Vierwoudstrekenmeer, de Hofbrücke, werd afgebroken in de 19e eeuw.
Een gedeelte van de Spreuerbrücke bestond reeds in de 13e eeuw. De brug verbond toen de Mühlenplatz op de rechteroever met de watermolens die in het midden van de rivier waren gebouwd. Een oudere naam van de brug is de Mühlenbrücke. De verbinding met de linkeroever werd afgewerkt in 1408. Omdat vanop de brug kaf (Duits: Spreu) en bladen in de rivier mochten gesmeten worden, die vanop deze laatste brug in de stad uit de stad weg dreven, kreeg de brug zijn tweede naam.
De Spreuerbrücke werd vernietigd door overstromingen in 1566 maar nadien terug heropgebouwd.
In de nok van de overdekte brug waren frontons. Deze van de Spreuerbrug bevatten schilderijen in driehoekige frames met als thema voor deze brug de danse macabre of Totentanz. De originele 67 schilderijen werden tussen 1616 en 1637 aangebracht onder leiding van de schilder Kaspar Meglinger. 45 schilderijen zijn bewaard gebleven. Meestal bevat het schilderij het wapen van de schenker in de linkerbenedenhoek en rechts het wapen van de vrouw van de schenker. De zwarte houten kozijnen waren dan voorzien van uitleg over het tafereel in versvorm en de namen van de donateurs. De schilderijen bevatten ook portretten van de donateurs en andere bekenden uit de Luzernse samenleving. De collectie benadrukt dat er geen plaats in de stad, in het land of op zee is, waar de dood niet aanwezig is.
De brug is erkend als monument en opgenomen in de Zwitserse inventaris van cultureel erfgoed van nationaal belang.

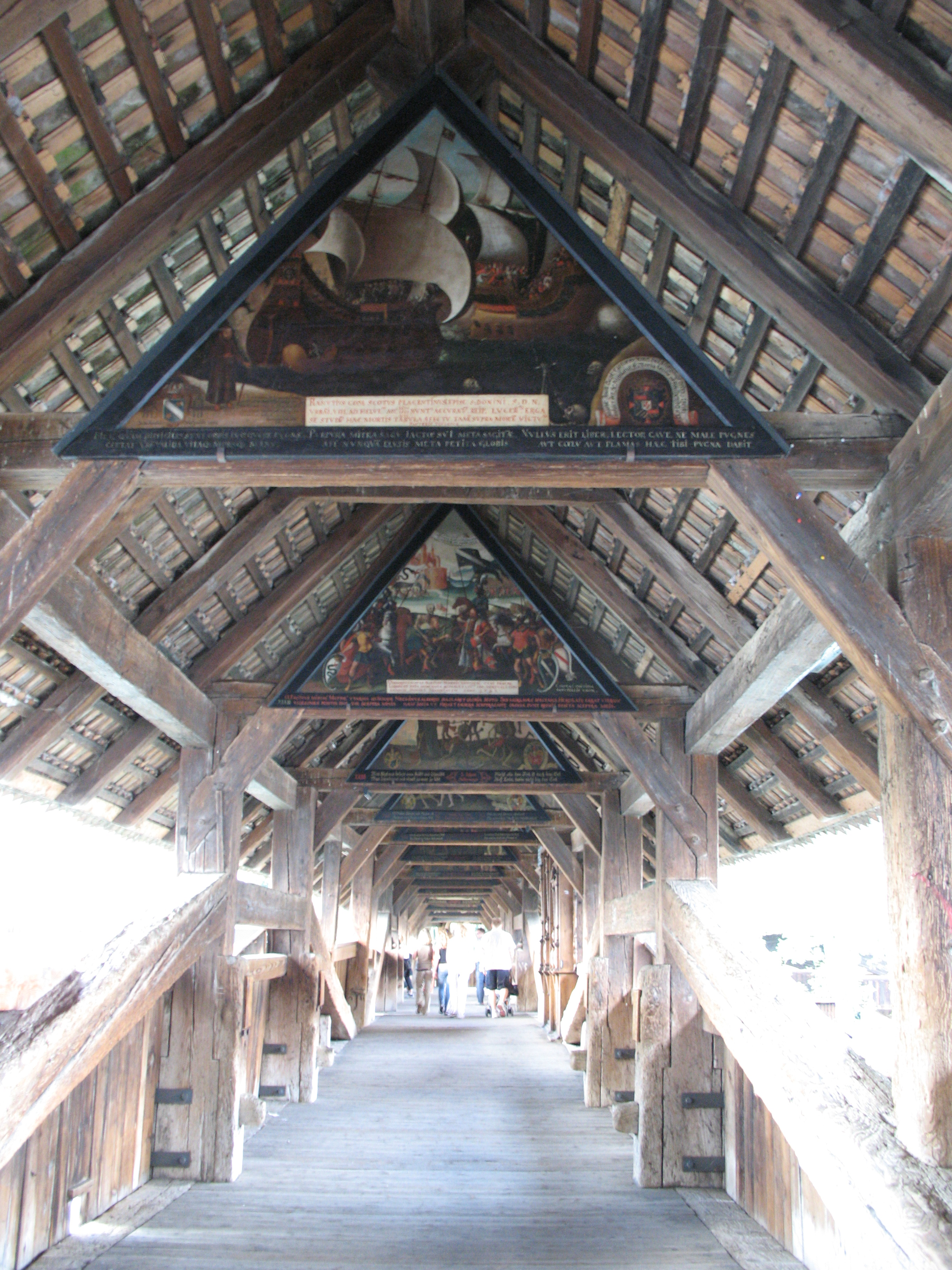
De beschilderde frontons van de Spreuerbrücke ...
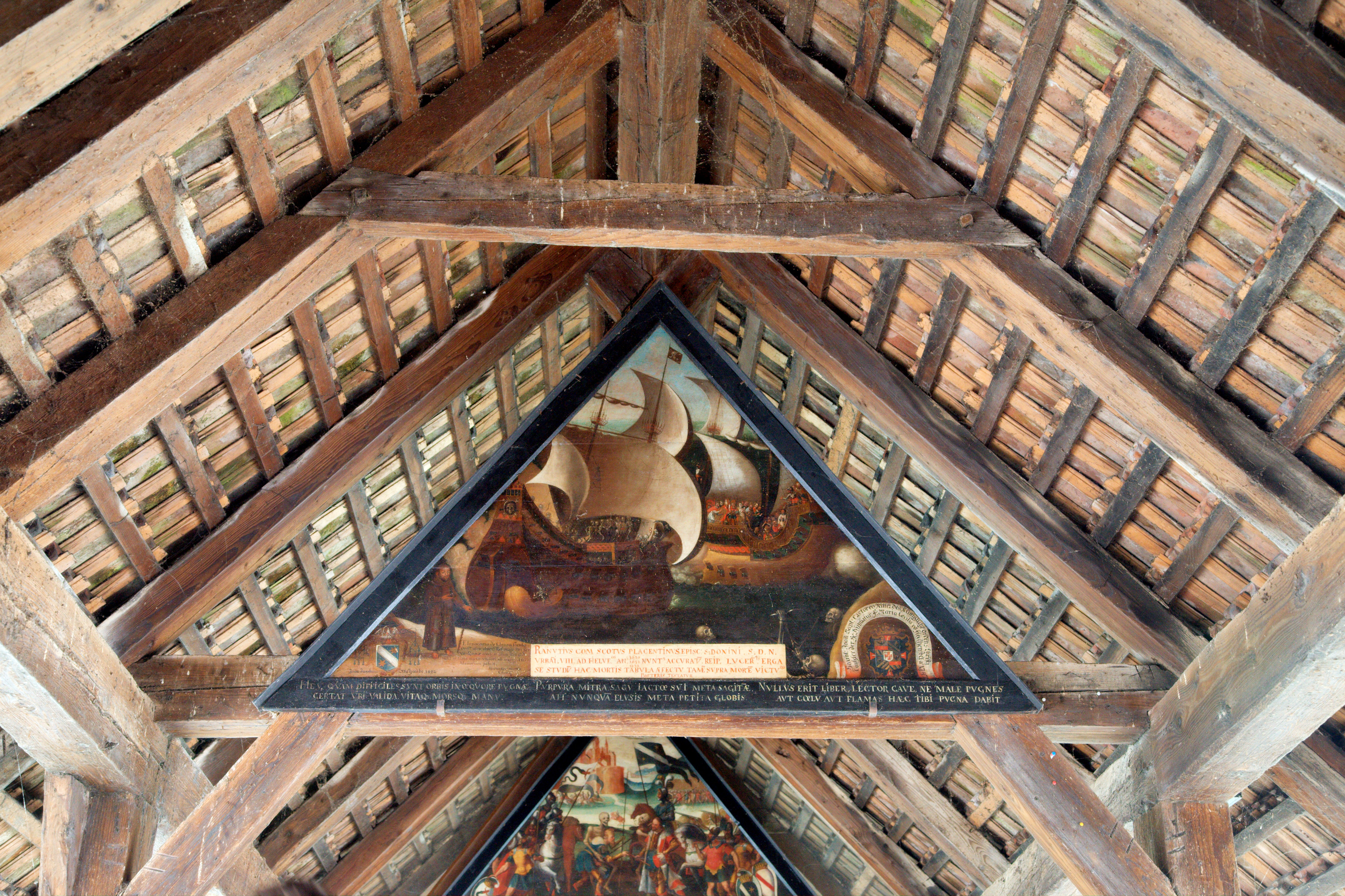
... met wapens in de hoeken en tekst onderaan op zwarte achtergrond.
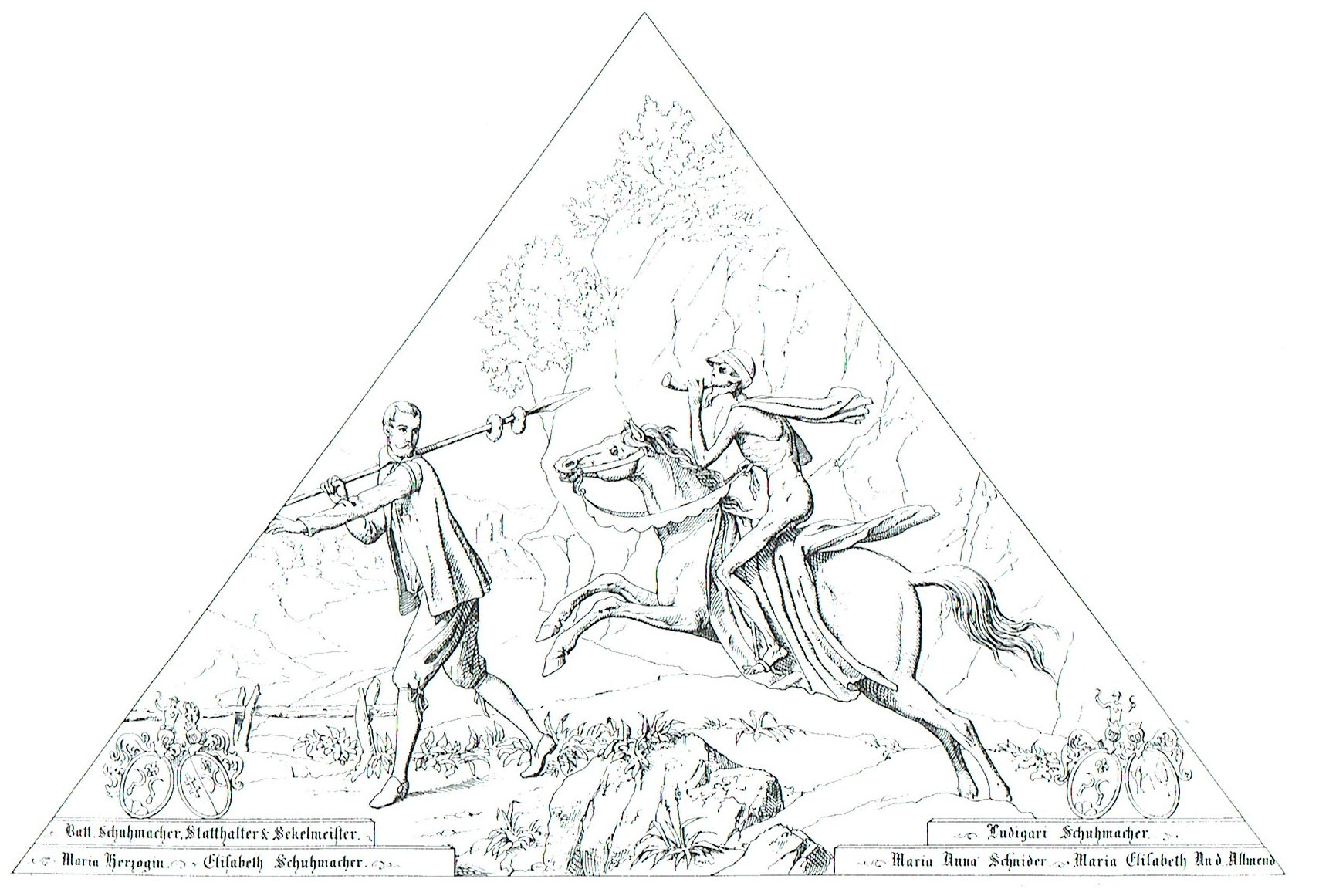
Der Bote, afbeelding uit Die Spreuerbrücke in Luzern, Ein barocker Totentanz von europäischer Bedeutung